# Österreichische Eishockey-Liga 2018/19
Die Saison 2018/19 der Österreichischen Eishockeyliga begann am 15. September 2018 und endete am 25. April 2019. Titelverteidiger ist der HCB Südtirol. Meister wurde zum 31. Mal der EC KAC.

## Im Vorfeld

### Teilnehmende Mannschaften
Das Teilnehmerfeld blieb verglichen zur Vorsaison unverändert.
| Klub                 | Ort            | Hauptrunde 2017/18 | Play-offs 2017/18 |
| -------------------- | -------------- | ------------------ | ----------------- |
| HCB Südtirol         | Bozen          | 8.                 | Meister           |
| Dornbirn Bulldogs    | Dornbirn       | 7.                 | Viertelfinale     |
| Graz 99ers           | Graz           | 12.                | –                 |
| HC Innsbruck         | Innsbruck      | 5.                 | Viertelfinale     |
| EC KAC               | Klagenfurt     | 4.                 | Viertelfinale     |
| EHC Black Wings Linz | Linz           | 3.                 | Halbfinale        |
| EC Red Bull Salzburg | Salzburg       | 2.                 | Finale            |
| Fehérvár AV19        | Székesfehérvár | 9.                 | –                 |
| EC VSV               | Villach        | 11.                | –                 |
| Vienna Capitals      | Wien           | 1.                 | Halbfinale        |
| KHL Medveščak Zagreb | Zagreb         | 6.                 | Viertelfinale     |
| Orli Znojmo          | Znojmo         | 10.                | –                 |

### Trainer
Mehrere Teams nahmen in der Sommerpause Veränderungen an ihrem Trainerstab vor.
Der EC KAC verpflichtete trotz laufenden Vertrages von Steve Walker den Finnen Petri Matikainen als neuen Cheftrainer, der zuvor bei den Pelicans tätig gewesen war. Matikainen hatte zuvor bereits in den Spielzeiten 1997/98 und 1998/99 76 Spiele für den KAC absolviert und zudem in der 2013/14 bei den Graz 99ers Erfahrung als EBEL-Coach sammeln können, nachdem er dort während der laufenden Saison Mario Richer abgelöst hatte.
Die Vienna Capitals reagierten mit der Verpflichtung von Dave Cameron auf den Abgang von Serge Aubin, der zu den ZSC Lions in die Schweizer National League gewechselt war. Cameron war zuvor langjähriger Chef- und Assistenztrainer bei mehreren NHL-Clubs gewesen, zuletzt der Calgary Flames.
Der EC VSV verpflichtete mit Gerhard Unterluggauer einen gebürtigen Villacher, der lange Jahre bei seinem Heimatverein gespielt und seine aktive Profi-Karriere 2016 auch dort beendet hatte. Nach zwei Jahren als Assistenz- und später Cheftrainer der DEL2-Mannschaft Heilbronner Falken kehrte er Ende Jänner 2018 zum EC VSV zurück und übernahm dort eine Doppelfunktion als Trainer und Sportdirektor.
Beim KHL Medveščak Zagreb hatte zunächst im Sommer 2018 Aaron Fox das Traineramt von Douglas Bradley übernommen. Nachdem der Club aber bereits Ende November in finanzielle Schwierigkeiten geraten war, trat Fox am 10. Dezember 2018 von seinem Amt zurück. Für ihn übernahm Danijel Kolombo, der sich zu diesem Zeitpunkt bereits über ein Jahrzehnt im Trainerstab der Bären befunden und zuletzt unter anderem die Zweitmannschaft und die Nachwuchsteams der Organisation betreut hatte.
Kurz vor den Playoffs ersetzten mit dem EC Red Bull Salzburg (Andreas Brucker für Greg Poss) und dem HC Bozen (Clayton Beddoes für den Meistertrainer der Vorsaison, Kai Suikkanen) zwei weitere Mannschaften ihre Trainer.
| Mannschaft           | Trainer                                                              |
| Dornbirn Bulldogs    | Dave MacQueen                                                        |
| EC Red Bull Salzburg | Greg Poss (bis 26. Februar 2019) Andreas Brucker                     |
| EHC Black Wings Linz | Troy Ward (bis 7. Jänner 2019) Tom Rowe                              |
| Fehérvár AV19        | Hannu Järvenpää                                                      |
| Graz 99ers           | Doug Mason                                                           |
| HCB Südtirol         | Kai Suikkanen (bis 11. März 2019) Clayton Beddoes (ab Playoff-Start) |
| HC Innsbruck         | Rob Pallin                                                           |
| EC KAC               | Petri Matikainen                                                     |
| KHL Medveščak Zagreb | Aaron Fox (bis 10. Dezember 2018) Danijel Kolombo                    |
| Orli Znojmo          | Miroslav Fryčer                                                      |
| Vienna Capitals      | Dave Cameron                                                         |
| EC VSV               | Gerhard Unterluggauer                                                |

### Modus
Der Modus blieb wie in den vorangegangenen Spielzeiten unverändert. Es wird ein Hauptrunde mit einer doppelten Hin- und Rückrunde und insgesamt 44 Spielen bestritten. Die sechs bestplatzierten Clubs sind automatisch für die Playoffs qualifiziert und spielen in einer Pick Round in einer einfachen Hin- und Rückrunde um das Wahlrecht ihres Gegners für das Viertelfinale. Die sechs schlechtplatziertesten Teams spielen parallel um die beiden verbleibenden Playoff-Plätze. In beiden Gruppen werden Bonuspunkte gemäß der Platzierung in der Hauptrunde vergeben. Im Anschluss folgen Playoffs mit Viertelfinale, Halbfinale und Finale.

## Saisonvorbereitung
Wie in den vorangegangenen Saisonen bildete auch in diesem Jahr die Champions Hockey League das wichtigste Turnier zur Saisonvorbereitung. Hierfür sind der amtierende Meister HCB Südtirol Alperia, Vizemeister EC Red Bull Salzburg, sowie der Sieger der Hauptrunde, die Vienna Capitals qualifiziert.
Anmerkung: EBEL-Mannschaften sind fett dargestellt.
| Turnier                                                    | Teilnehmer | Ergebnisse |
| ---------------------------------------------------------- | --- | --- |
| Memoriál Pavla Zábojníka, Slowakei 16. bis 18. August      | EC KAC Graz 99ers GKS Tychy (Ekstraliga, Polen) HC 05 Banská Bystrica (Extraliga, Slowakei) HC Košice (Extraliga, Slowakei) HKm Zvolen (Extraliga, Slowakei)                                 | 16.08.2018, Graz 99ers – HC 05 Banská Bystrica: 1:2 n. V. 16.08.2018, GKS Tychy – HC Košice: 5:3 16.08.2018, HKm Zvolen – EC KAC: 4:2 17.08.2018, Graz 99ers – HC Košice: 4:6 17.08.2018, EC KAC – HC 05 Banská Bystrica: 2:7 17.08.2018, HKm Zvolen – GKS Tychy: 2:1 n. P. 18.08.2018, EC KAC – HC Košice: 1:4 18.08.2018, GKS Tychy – HC 05 Banská Bystrica: 2:6 18.08.2018, HKm Zvolen – Graz 99ers: 4:5 n. V. Turniersieger: HC 05 Banská Bystrica                                                                                    |
| Dolomiten-Cup, Südtirol 17. bis 19. August                 | HCB Südtirol Düsseldorfer EG (DEL) Augsburger Panther (DEL) EV Zug (National League) | Augsburger Panther – HCB Südtirol Alperia: 3:0 HCB Südtirol Alperia – Düsseldorfer EG: 2:0 HCB Südtirol Alperia – Düsseldorfer EG: 2:0 (Spiel um Platz 3) Augsburger Panther – EV Zug: 5:1 (Finale) Turniersieger: Augsburger Panther (offizielle Statistiken: siehe) |
| Mercedes-Benz Rent Cup, Nürnberg 24. August bis 26. August | Vienna Capitals Thomas Sabo Ice Tigers (DEL) Straubing Tigers (DEL) BK Mladá Boleslav (Tipsport Extraliga)                                                                                   | Thomas Sabo Ice Tigers – spusu Vienna Capitals: 5:0 Straubing Tigers – BK Mladá Boleslav: 4:6 Straubing Tigers – spusu Vienna Capitals: 5:1 Thomas Sabo Ice Tigers – BK Mladá Boleslav: 3:4 Turniersieger: BK Mladá Boleslav |
| Rudi-Hiti-Sommercup, Bled 25. & 26. August 2018            | KHL Medveščak Zagreb HDD Jesenice (Alps Hockey League) HK Olimpija (Alps Hockey League) HC Energie Karlovy Vary (1. Liga, Tschechien)                                                        | KHL Medveščak Zagreb – HC Energie Karlovy Vary: 1:0 HDD Jesenice – HK Olimpija: 0:2 HDD Jesenice – HC Energie Karlovy Vary: 1:2 n. V. (Spiel um Platz 3) HK Olimpija – KHL Medveščak Zagreb: 2:6 (Finale) Turniersieger: KHL Medveščak Zagreb |
| Tatra-Pokal, Slowakei 30. August bis 2. September 2018     | Orli Znojmo DVTK Jegesmedvék (Extraliga, Slowakei) HC Košice (Extraliga, Slowakei) HC Vítkovice Steel (Extraliga, Tschechien) HK Poprad (Extraliga, Slowakei) Gap Hockey Club (Ligue Magnus) | 30.08.2018, HK Poprad – DVTK Jegesmedvék: 3:1 30.08.2018, HC Orli Znojmo – HC Košice: 4:3 n. V. 31.08.2018, Gap Hockey Club – HC Orli Znojmo: 2:4 31.08.2018, DVTK Jegesmedvék – HC Vítkovice Steel: 3:1 01.09.2018, HC Košice – Gap Hockey Club: 2:3 01.09.2018, HK Poprad – HC Vítkovice Steel: 5:6 n. P. 02.09.2018, HC Vítkovice Steel – HC Košice: 1:2 n. P. (Spiel um Platz 5) 02.09.2018, DVTK Jegesmedvék – Gap Hockey Club: 0:3 (Spiel um Platz 3) 02.09.2018, HK Poprad – HC Orli Znojmo: 4:1 (Finale) Turniersieger: HK Poprad |
| Energie Steiermark Trophy, Graz 7. bis 8. September        | Graz 99ers HK Nitra (Extraliga, Slowakei) SC Rapperswil-Jona Lakers (National League) HC Sparta Prag (Extraliga, Tschechien)                                                                 | HK Nitra – SC Rapperswil-Jona Lakers: 1:2 Graz 99ers – HC Sparta Prag: 2:4 Graz 99ers – HK Nitra: 5:9 (Spiel um Platz 3) SC Rapperswil-Jona Lakers – HC Sparta Prag: 0:4 (Finale) Turniersieger: HC Sparta Prag |

## Grunddurchgang

### Hauptrunde
Die Vienna Capitals begannen die neue Saison mit einer zwölf Spiele andauernden Siegesserie und setzten sich zunächst souverän an die Tabellenspitze. Nach der ersten Niederlage, einem 2:7 in Klagenfurt, folgte eine kurze Negativserie, ehe sich die Leistungen des Teams wieder stabilisierten. Im Gegenzug startete mit dem EC Red Bull Salzburg einer der Favoriten unerwartet schwach, konnte sich aber sukzessive verbessern, wobei dem Team parallel dazu auch der Aufstieg ins Halbfinale der Champions Hockey League gelang. Der amtierende Meister aus Bozen behauptete sich in der vorderen Tabellenhälfte und profitierte dabei insbesondere von den starken Leistungen des ersten Torwarts Leland Irving und der ersten Sturmreihe rund um Brett Findlay, Daniel Catenacci und Michael Blunden.
Wesentlich besser als erwartet starteten die Graz 99ers, die zwischenzeitlich den ersten Tabellenrang belegten, obwohl mit Robin Rahm der designierte erste Torhüter aufgrund einer Verletzung erst am 30. Oktober sein erstes Spiel bestritt (er wurde zwischenzeitlich durch Linus Lundin ersetzt). Ebenso etablierte sich der EC KAC unter den Topteams, was die Mannschaft insbesondere einer sicheren Defensive um den norwegischen Nationaltorwart Lars Haugen und dem Stürmerneuzugang Nick Petersen verdankte.
Die über die letzten Spielzeiten konstant erfolgreichen Black Wings aus Linz hatten zu Saisonbeginn große Probleme, wobei auch Trainer Troy Ward in die Kritik geriet, konnten sich aber bis zur Halbzeit des Grunddurchgangs in der Tabelle nach vorne arbeiten.
In der unteren Tabellenhälfte hatten mehrere Mannschaften mit zum Teil schlechten Defensivleistungen zu kämpfen. Insbesondere der HC Innsbruck, der über eine herausragende Offensive verfügte, konnte sich hier kaum verbessern, wobei auch zwei Mal der Torwart neben René Swette gewechselt wurde: Luka Gračnar ersetzte Janne Juvonen, der seinerseits Nachfolger des Kurzzeit-Torhüters Matt Climie gewesen war. Auch Fehérvár AV19 hatte Schwierigkeiten im Torwartbereich, da MacMillan Carruth nach der starken Vorsaison nicht überzeugen konnte und das Team auch über keinen ligatauglichen Backup verfügte.
Bei den Bulldogs aus Dornbirn und dem HC Orli Znojmo wechselten gute und schlechte Spiele einander ab, wobei es den Tschechen dank einer starken Phase Ende November gelang, sich ein wenig von den Verfolgern abzusetzen.
Der EC VSV, wo mit Gerhard Unterluggauer eine Ikone des Clubs das Traineramt übernommen hatte, rutschte nach passablem Saisonstart bis auf den letzten Platz ab und verlor aufgrund lang andauernder Niederlagenserien rasch den Anschluss. Mit Corey Trivino wurde auch einer der designierten Schlüsselspieler entlassen, wenngleich auch das Team als Gesamtes nur selten ein Spiel offenhalten konnte und gleichzeitig das Schlusslicht in der Fairplay-Wertung bildete. Dies resultierte etwa zur Weihnachtszeit in einem größeren Umbau auf der Führungsebene des Clubs. Geschäftsführer Ulf Wallisch und sein Team traten zurück, und ein neuer Vorstand übernahm die Leitung des Vereins.
Ende November wurde bekannt, dass der kroatische Club KHL Medveščak Zagreb mit finanziellen Problemen zu kämpfen hatte. Wie der Club der Liga mitteilte, war ein Sponsor ausgefallen und hatte bereits zugesagte Gelder nicht zur Verfügung gestellt. Das Präsidium entband daraufhin die Spieler von ihren Verträgen und stellte ihnen frei, sich neue Clubs zu suchen. Unter anderem verließen in den darauf folgenden Tagen Ivan Šijan, Antonin Manavian, Mario Puskarich, Nikolai Lemtjugow, Sébastien Sylvestre und Mike Aviani die Mannschaft. Am 10. Dezember folgte auch das Trainerteam um Aaron Fox. Die EBEL gab am 12. Dezember in einer Presseaussendung bekannt, dass von den übrigen Vereinen beschlossen worden war, die gültige Transferregelung mit den noch verbleibenden Spielertausch-Vorgängen auszusetzen, um den Kroaten die Verpflichtung von einheimischen Spielern und das Fortsetzen des Spielbetriebes zu ermöglichen.

#### Kreuztabelle
| Heimmannschaft                                                    | Gastmannschaft | Gastmannschaft | Gastmannschaft      | Gastmannschaft | Gastmannschaft | Gastmannschaft | Gastmannschaft | Gastmannschaft | Gastmannschaft      | Gastmannschaft | Gastmannschaft | Gastmannschaft |
| Heimmannschaft                                                    | Bozen          | Salzburg       | Wien                | Linz           | Klagenfurt     | Innsbruck      | Zagreb         | Dornbirn       | Fehérvár            | Znojmo         | Villach        | Graz           |
| ----------------------------------------------------------------- | -------------- | -------------- | ------------------- | -------------- | -------------- | -------------- | -------------- | -------------- | ------------------- | -------------- | -------------- | -------------- |
| Bozen                                                             | –              | 4:8 2:4        | 1:2 4:1             | 2:1 4:3        | 2:4 1:2 n. V.  | 5:8 3:1        | 5:1 11:0       | 2:1 0:1 n. V.  | 3:1 3:4 n. V.       | 1:2 4:3        | 2:1 3:1        | 4:2 7:2        |
| Salzburg                                                          | 1:2 4:2        | –              | 4:3 n. P. 3:4 n. P. | 0:3 6:1        | 2:4 1:0        | 2:3 2:3 n. V.  | 5:1 13:0       | 4:3 1:2        | 9:0 8:3             | 6:2 2:4        | 7:3 4:3 n. V.  | 5:4 n. V. 3:2  |
| Wien                                                              | 1:4 5:2        | 4:2 3:4 n. P.  | –                   | 5:2 2:3 n. V.  | 2:1 2:3 n. P.  | 8:2 5:3        | 2:1 n. V. 5:0  | 4:3 n. V. 4:1  | 4:2                 | 3:9 3:0        | 4:3 5:2        | 2:1 3:5        |
| Linz                                                              | 2:3 n. P. 4:1  | 4:2 3:7        | 2:3 n. P. 2:3 n. V. | –              | 1:3 1:2        | 3:4 n. V. 4:2  | 5:4 9:2        | 5:2 4:1        | 4:2 2:3             | 3:1 2:6        | 1:0 5:0        | 5:2 4:5 n. P.  |
| Klagenfurt                                                        | 4:1 3:2 n. P.  | 2:1 2:4        | 7:2 1:2             | 4:2 3:2        | –              | 3:2 n. V. 5:1  | 12:0 6:0       | 6:4 7:6 n. V.  | 1:2 n. V. 1:3       | 2:1 5:0        | 5:2 1:0        | 2:3 n. P. 2:4  |
| Innsbruck                                                         | 2:3 3:2 n. V.  | 6:5 n. V. 5:3  | 4:3 n. P. 1:4       | 3:4 0:5        | 1:3 2:3 n. P.  | –              | 3:4 3:2        | 3:4 n. V. 5:1  | 5:1 5:4 n. V.       | 4:3 n. V. 3:6  | 5:4 7:3        | 3:6 1:3        |
| Zagreb                                                            | 2:1 1:7        | 2:5 0:7        | 1:3 0:13            | 5:2 2:5        | 2:4 0:7        | 2:3            | –              | 1:8 2:10       | 4:2 0:5             | 1:7 2:11       | 5:1 2:8        | 2:4 0:9        |
| Dornbirn                                                          | 1:4 3:2        | 3:6 4:3        | 2:3 2:9             | 3:2 4:2        | 0:3 2:3 n. P.  | 5:3 3:6        | 5:2 6:4        | –              | 2:3 n. V. 4:5 n. V. | 0:3            | 3:2 3:1        | 2:1 5:6 n. V.  |
| Fehérvár                                                          | 2:5 5:1        | 4:7 6:3        | 4:3 5:2             | 5:6 n. V. 2:4  | 3:2 n. P. 5:4  | 5:4 n. P. 8:1  | 5:2 10:0       | 3:2 5:2        | –                   | 5:2 4:6        | 4:2 3:1        | 6:7 n. V. 3:1  |
| Znojmo                                                            | 0:4 2:3        | 3:4 5:2        | 2:5 5:7             | 3:1 5:8        | 2:1 8:4        | 2:6 6:4        | 1:4 7:6 n. P.  | 4:1 4:5        | 4:3 5:7             | –              | 5:4 2:4        | 0:4 1:4        |
| Villach                                                           | 3:2 n. P. 6:4  | 0:4 3:2 n. P.  | 2:1 3:7             | 4:5 0:5        | 3:2 1:2        | 3:4 n. P. 2:4  | 3:2 n. V. 5:2  | 0:4 3:2 n. V.  | 4:2 1:4             | 4:3 n. V. 4:6  | –              | 3:5 1:4        |
| Graz                                                              | 0:1 n. V. 1:2  | 3:2 n. P. 5:4  | 3:0 4:2             | 4:0 5:1        | 6:3 5:2        | 4:3 5:2        | 6:0 6:2        | 5:3 0:4        | 4:3 n. V. 4:3 n. P. | 7:6 n. V. 3:4  | 4:2 2:5        | –              |
| n. V. – Sieg nach Verlängerung; n. P. – Sieg nach Penaltyschießen |                |                |                     |                |                |                |                |                |                     |                |                |                |

#### Tabelle der Hauptrunde
(Stand: 44. Spieltag)

Erläuterungen: Qualifikation für die Champions Hockey League 2019/20, Platzierungsrunde, Qualifikationsrunde
| Rang | Team                   | SP | S  | N  | OTS | OTN | T   | GT  | TVH  | PKT |
| ---- | ---------------------- | -- | -- | -- | --- | --- | --- | --- | ---- | --- |
| 1    | Graz 99ers             | 44 | 23 | 11 | 8   | 2   | 170 | 118 | +52  | 87  |
| 2    | Vienna Capitals        | 44 | 24 | 10 | 5   | 5   | 162 | 117 | +45  | 87  |
| 3    | EC-KAC                 | 44 | 22 | 12 | 7   | 3   | 146 | 96  | +50  | 83  |
| 4    | EC Red Bull Salzburg   | 44 | 21 | 14 | 4   | 5   | 181 | 125 | +56  | 76  |
| 5    | HCB Südtirol           | 44 | 22 | 14 | 2   | 6   | 131 | 108 | +23  | 76  |
| 6    | Fehérvár AV19          | 44 | 19 | 14 | 6   | 5   | 166 | 148 | +18  | 74  |
| 7    | Black Wings Linz       | 44 | 20 | 17 | 2   | 5   | 142 | 129 | +13  | 69  |
| 8    | HC Orli Znojmo         | 44 | 19 | 21 | 1   | 3   | 164 | 163 | +1   | 62  |
| 9    | Dornbirn Bulldogs      | 44 | 17 | 18 | 2   | 7   | 136 | 148 | −12  | 62  |
| 10   | HC Innsbruck           | 44 | 13 | 19 | 8   | 4   | 148 | 164 | −16  | 59  |
| 11   | EC VSV                 | 44 | 8  | 29 | 5   | 2   | 110 | 158 | −48  | 36  |
| 12   | KHL Medveščak Zagreb 1 | 44 | 6  | 35 | 0   | 3   | 78  | 260 | −182 | 21  |

Legende: Sp = Spiele, S = Siege, N = Niederlagen, SNV = Siege nach Verlängerung, NNV = Niederlage nach Verlängerung, T = Tore, GT = Gegentore, TVH = Torverhältnis, PKT = Punkte;

#### Verlauf Tabellenrang
Reihung nicht chronologisch, sondern nach den Rundenergebnissen auf der Ligahomepage

### Zwischenrunde

#### Platzierungsrunde
In der Platzierungsrunde gab es wenige Überraschungen, und die Reihenfolge der Teams änderte sich gegenüber der Hauptrunde nur wenig. Die Vienna Capitals konnten sich mit acht Siegen aus zehn Spielen und einem Abstand von sieben Punkten (neun ohne Bonuspunkte) den ersten Rang und damit den ersten Viertelfinal-Pick sichern. Daneben hatten noch die Graz 99ers eine positive Bilanz vorzuweisen. Insbesondere der HC Bozen fiel jedoch deutlich ab, was letzten Endes in der Entlassung von Trainer Kai Suikkanen unmittelbar vor dem Playoff-Start resultierte.

##### Kreuztabelle der Platzierungsrunde
| Heimmannschaft                                                    | Gastmannschaft | Gastmannschaft | Gastmannschaft | Gastmannschaft | Gastmannschaft | Gastmannschaft | Gastmannschaft | Gastmannschaft | Gastmannschaft | Gastmannschaft | Gastmannschaft | Gastmannschaft |
| Heimmannschaft                                                    | Graz           | Wien           | Klagenfurt     | Salzburg       | Bozen          | Fehérvár       |                |                |                |                |                |                |
| ----------------------------------------------------------------- | -------------- | -------------- | -------------- | -------------- | -------------- | -------------- | -------------- | -------------- | -------------- | -------------- | -------------- | -------------- |
| Graz                                                              | –              | 3:4            | 0:1 n. V.      | 4:1            | 6:3            | 5:3            |                |                |                |                |                |                |
| Wien                                                              | 8:3            | –              | 4:1            | 6:5 n. P.      | 4:0            | 6:2            |                |                |                |                |                |                |
| Klagenfurt                                                        | 1:4            | 1:4            | –              | 6:2            | 5:2            | 2:3            |                |                |                |                |                |                |
| Salzburg                                                          | 1:2            | 2:3 n. P.      | 0:6            | –              | 4:3 n. V.      | 1:4            |                |                |                |                |                |                |
| Bozen                                                             | 2:4            | 3:6            | 2:1            | 3:4            | –              | 5:2            |                |                |                |                |                |                |
| Fehérvár                                                          | 4:1            | 1:2            | 1:4            | 2:3            | 4:2            | –              |                |                |                |                |                |                |
| n. V. – Sieg nach Verlängerung; n. P. – Sieg nach Penaltyschießen |                |                |                |                |                |                |                |                |                |                |                |                |

##### Tabelle der Platzierungsrunde
Für die Platzierungsrunde erhalten die vier bestplatzierten Teams des Grunddurchgangs Bonuspunkte.
| Rang | Team                 | Sp | S | N | SNV | NNV | T  | GT | TVH | PKT (BPKT) |
| ---- | -------------------- | -- | - | - | --- | --- | -- | -- | --- | ---------- |
| 1    | Vienna Capitals      | 10 | 8 | 0 | 2   | 0   | 47 | 21 | +26 | 32 (4)     |
| 2    | Graz 99ers           | 10 | 6 | 3 | 0   | 1   | 32 | 28 | +4  | 25 (6)     |
| 3    | EC KAC               | 10 | 4 | 5 | 1   | 0   | 28 | 22 | +6  | 16 (2)     |
| 4    | Fehérvár AV19        | 10 | 4 | 6 | 0   | 0   | 26 | 31 | −5  | 12 (0)     |
| 5    | EC Red Bull Salzburg | 10 | 2 | 5 | 1   | 2   | 23 | 39 | −16 | 11 (1)     |
| 6    | HCB Südtirol         | 10 | 2 | 7 | 0   | 1   | 25 | 40 | −15 | 07 (0)     |

Qualifikation für die Champions Hockey League 2019/20; Pickrecht für die Play-offs;

#### Qualifikationsrunde
Kurz vor Abschluss der Hauptrunde wurde bekanntgegeben, dass KHL Medveščak Zagreb nicht mehr an der Qualifikationsrunde teilnehmen würde. Die Bonuspunkte aus der Hauptrunde blieben davon unberührt, es blieb damit jedoch in jeder Runde eine Mannschaft spielfrei. Der HC Orli Znojmo und der EHC Linz konnten sich souverän für die Playoffs qualifizieren, wenngleich auch der HC Innsbruck und der EC VSV zunächst noch eine rechnerische Chance auf eine Viertelfinal-Teilnahme hatten.

##### Kreuztabelle der Qualifikationsrunde
| Heimmannschaft                                                    | Gastmannschaft | Gastmannschaft | Gastmannschaft | Gastmannschaft | Gastmannschaft | Gastmannschaft | Gastmannschaft | Gastmannschaft | Gastmannschaft | Gastmannschaft |
| Heimmannschaft                                                    | Linz           | Znojmo         | Dornbirn       | Innsbruck      | Villach        |                |                |                |                |                |
| ----------------------------------------------------------------- | -------------- | -------------- | -------------- | -------------- | -------------- | -------------- | -------------- | -------------- | -------------- | -------------- |
| Linz                                                              | –              | 3:4 n. V.      | 3:4 n. V.      | 4:3            | 4:3            |                |                |                |                |                |
| Znojmo                                                            | 4:5            | –              | 5:3            | 3:5            | 4:0            |                |                |                |                |                |
| Dornbirn                                                          | 4:3 n. V.      | 1:8            | –              | 4:3 n. P.      | 2:1            |                |                |                |                |                |
| Innsbruck                                                         | 5:1            | 3:7            | 5:1            | –              | 2:1            |                |                |                |                |                |
| Villach                                                           | 5:2            | 3:2            | 2:1            | 3:1            | –              |                |                |                |                |                |
| n. V. – Sieg nach Verlängerung; n. P. – Sieg nach Penaltyschießen |                |                |                |                |                |                |                |                |                |                |

##### Tabelle der Qualifikationsrunde
| Rang | Team              | Sp | S | N | SNV | NNV | T  | GT | TVH | PKT (BPKT) |
| ---- | ----------------- | -- | - | - | --- | --- | -- | -- | --- | ---------- |
| 1    | Black Wings Linz  | 8  | 3 | 2 | 0   | 3   | 25 | 32 | −7  | 18 (6)     |
| 2    | HC Orli Znojmo    | 8  | 4 | 3 | 1   | 0   | 37 | 23 | +14 | 18 (4)     |
| 3    | HC Innsbruck      | 8  | 4 | 3 | 0   | 1   | 27 | 24 | +3  | 14 (1)     |
| 4    | EC VSV            | 8  | 4 | 4 | 0   | 0   | 18 | 18 | +0  | 12 (0)     |
| 5    | Dornbirn Bulldogs | 8  | 1 | 4 | 3   | 0   | 20 | 30 | −10 | 11 (2)     |

Qualifikation für die Play-offs; Saison beendet;

### Statistiken des Grunddurchgangs

#### Topscorer
| Spieler            | Mannschaft           | SP | T  | A  | P  | SM  | +/− | PPT | PPA | SHT | SHA | GW | SaT | S%   | FO      | FO%   |
| ------------------ | -------------------- | -- | -- | -- | -- | --- | --- | --- | --- | --- | --- | -- | --- | ---- | ------- | ----- |
| Peter Schneider    | Vienna Capitals      | 54 | 35 | 34 | 69 | 34  | +34 | 8   | 8   | 0   | 0   | 9  | 176 | 19,9 | 4/8     | 50,0  |
| Andrew Clark       | HC Innsbruck         | 52 | 20 | 49 | 69 | 44  | +5  | 5   | 17  | 0   | 2   | 5  | 149 | 13,4 | 457/948 | 48,2  |
| János Hári         | Fehérvár AV19        | 53 | 22 | 45 | 67 | 20  | +10 | 2   | 20  | 0   | 0   | 2  | 146 | 15,1 | 421/897 | 46,9  |
| Chris DeSousa      | Vienna Capitals      | 54 | 36 | 28 | 64 | 33  | +38 | 7   | 10  | 4   | 0   | 10 | 218 | 16,5 | 67/122  | 54,9  |
| Nick Petersen      | EC KAC               | 54 | 26 | 38 | 64 | 41  | +28 | 4   | 17  | 1   | 0   | 7  | 162 | 16,0 | 0/1     | 0,0   |
| John Hughes        | EC Red Bull Salzburg | 53 | 20 | 42 | 62 | 36  | +9  | 3   | 17  | 0   | 0   | 2  | 138 | 14,5 | 1/1     | 100,0 |
| Andrew Yogan       | HC Innsbruck         | 52 | 34 | 27 | 61 | 46  | +1  | 8   | 8   | 0   | 0   | 6  | 200 | 17,0 | 6/8     | 75,0  |
| Marek Kalus        | Orli Znojmo          | 50 | 28 | 30 | 58 | 45  | +20 | 6   | 2   | 2   | 0   | 3  | 139 | 20,1 | 3/12    | 25,0  |
| Colton Yellow Horn | Graz 99ers           | 51 | 24 | 34 | 58 | 51  | +13 | 12  | 19  | 0   | 0   | 3  | 147 | 16,3 | 392/787 | 49,8  |
| Brock Trotter      | Dornbirn Bulldogs    | 42 | 14 | 41 | 55 | 40  | +5  | 4   | 18  | 1   | 0   | 2  | 86  | 16,3 | 88/210  | 41,9  |
| Matt Pelech1       | EC VSV               | 40 | 2  | 12 | 14 | 118 | +0  | 1   | 4   | 0   | 0   | 0  | 71  | 2,8  | 0/1     | 0,0   |

1 Zum Vergleich: Spieler mit den meisten Strafminuten

Legende: 
SP = Spiele, T = Tore, A = Assists, P = Punkte, SM = Strafminuten, +/− = Plusminus-Wert, PPT = Powerplaytore, PPA = Powerplayassists, SHT = Unterzahltore, SHA = Unterzahlassists, GW = Siegestore, SaT = Schüsse aufs Tor, S% = Schusseffizienz, FO = Bullys (gewonnen/gesamt), FO% = Bullyquote

#### Beste Torhüter
| Spieler                 | Mannschaft        | SP | Min     | GT  | GTS  | SaT  | SVS  | SVS%  | SO | RS | OTS | RN | OTN |
| ----------------------- | ----------------- | -- | ------- | --- | ---- | ---- | ---- | ----- | -- | -- | --- | -- | --- |
| Lars Haugen             | EC KAC            | 40 | 2391:06 | 73  | 1,83 | 1015 | 942  | 92,81 | 5  | 22 | 6   | 10 | 2   |
| Leland Irving           | HC Bozen          | 45 | 2612:43 | 111 | 2,55 | 1391 | 1280 | 92,02 | 1  | 20 | 2   | 15 | 7   |
| David Kickert           | EHC Linz          | 23 | 1180:37 | 57  | 2,90 | 682  | 625  | 91,64 | 1  | 9  | 1   | 7  | 2   |
| Jean-Philippe Lamoureux | Vienna Capitals   | 42 | 2473:57 | 104 | 2,52 | 1193 | 1089 | 91,28 | 3  | 25 | 4   | 8  | 5   |
| David Madlener          | EC KAC            | 15 | 874:51  | 40  | 2,74 | 433  | 393  | 90,76 | 3  | 4  | 2   | 7  | 1   |
| Michael Ouzas           | EHC Linz          | 35 | 1898:55 | 98  | 3,10 | 1053 | 955  | 90,69 | 4  | 13 | 1   | 12 | 6   |
| Dan Bakala              | EC VSV            | 49 | 2866:56 | 147 | 3,08 | 1589 | 1442 | 90,75 | 0  | 12 | 5   | 29 | 2   |
| Juha Rinne              | Dornbirner EC     | 43 | 2440:49 | 125 | 3,07 | 1316 | 1191 | 90,50 | 2  | 17 | 2   | 17 | 4   |
| Bernhard Starkbaum      | Vienna Capitals   | 12 | 730:41  | 26  | 2,13 | 272  | 246  | 90,44 | 1  | 7  | 3   | 2  | 0   |
| Robin Rahm              | Graz 99ers        | 30 | 1792:28 | 82  | 2,74 | 832  | 750  | 90,14 | 3  | 16 | 4   | 8  | 1   |
| Thomas Höneckl          | Graz 99ers        | 13 | 721:32  | 28  | 2,33 | 284  | 256  | 90,14 | 1  | 7  | 1   | 4  | 1   |
| Mac Carruth             | Fehérvár AV19     | 49 | 2893:50 | 160 | 3,32 | 1584 | 1424 | 89,90 | 0  | 19 | 6   | 19 | 5   |
| Luka Gračnar            | HC Innsbruck      | 25 | 1383:22 | 69  | 2,99 | 682  | 613  | 89,88 | 0  | 8  | 3   | 10 | 2   |
| Lukas Herzog            | Red Bull Salzburg | 24 | 1350:40 | 63  | 2,80 | 600  | 537  | 89,50 | 2  | 12 | 0   | 7  | 3   |
| Tomáš Halász            | Orli Znojmo       | 22 | 1082:41 | 67  | 3,71 | 626  | 559  | 89,30 | 0  | 5  | 1   | 11 | 1   |
| Teemu Lassila           | Orli Znojmo       | 37 | 1939:55 | 106 | 3,28 | 957  | 851  | 88,92 | 2  | 18 | 1   | 12 | 1   |
| Stephen Michalek        | Red Bull Salzburg | 33 | 1910:53 | 96  | 3,01 | 853  | 757  | 88,75 | 3  | 11 | 5   | 12 | 4   |
| Vilim Rosandić          | Medveščak Zagreb  | 19 | 946:54  | 74  | 4,69 | 613  | 539  | 87,93 | 0  | 3  | 0   | 12 | 1   |
| Vito Nikolić            | Medveščak Zagreb  | 14 | 600:19  | 81  | 8,10 | 605  | 524  | 86,61 | 0  | 0  | 0   | 10 | 0   |
| René Swette             | HC Innsbruck      | 20 | 994:17  | 61  | 3,68 | 454  | 393  | 86,56 | 0  | 7  | 2   | 7  | 1   |

Quelle: EBEL, qualifizierte Torhüter mit einer Einsatzzeit von mehr als 20 Prozent der Spielzeit ihres Teams
Legende: 
SP = Spiele, Min = Spielminuten, GT = Gegentore, GTS = Gegentorschnitt, SaT = Schüsse aufs Tor, SVS = gehaltene Schüsse, SVS% = Fangquote, SO = Shutouts, RS = Siege in reguläre Spielzeit, OTS = Overtimesiege, RN = Niederlagen in regulärer Spielzeit, OTN = Overtimeniederlagen

## Playoffs

### Playoff-Baum
Nach den letzten Spielen der Zwischenrunde wählten die drei bestplatzierten Mannschaften der Platzierungsrunde ihre Gegner für das Viertelfinale aus, woraus sich der folgende Turnierbaum für die Playoffs ergab.
| Viertelfinale                                         | Viertelfinale                                         | Viertelfinale                                         |                                                       | Halbfinale                                            | Halbfinale                                            | Halbfinale                                            |     |                 | Finale | Finale | Finale |
|                                                       |                                                       |                                                       |                                                       |                                                       |                                                       |                                                       |     |                 |        |        |        |
| PL1                                                   | Vienna Capitals                                       | 4                                                     |                                                       |                                                       |                                                       |                                                       |     |                 |        |        |        |
| QU2                                                   | HC Orli Znojmo                                        | 1                                                     |                                                       |                                                       |                                                       |                                                       |     |                 |        |        |        |
|                                                       |                                                       |                                                       | PL1                                                   | Vienna Capitals                                       | 4                                                     |                                                       |     |                 |        |        |        |
|                                                       |                                                       |                                                       | PL5                                                   | EC Red Bull Salzburg                                  | 3                                                     |                                                       |     |                 |        |        |        |
| PL2                                                   | Graz 99ers                                            | 4                                                     |                                                       |                                                       |                                                       |                                                       |     |                 |        |        |        |
| QU1                                                   | Black Wings Linz                                      | 2                                                     |                                                       |                                                       |                                                       |                                                       |     |                 |        |        |        |
| (Die Teams werden nach der ersten Runde neu gesetzt.) | (Die Teams werden nach der ersten Runde neu gesetzt.) | (Die Teams werden nach der ersten Runde neu gesetzt.) | (Die Teams werden nach der ersten Runde neu gesetzt.) | (Die Teams werden nach der ersten Runde neu gesetzt.) | (Die Teams werden nach der ersten Runde neu gesetzt.) | (Die Teams werden nach der ersten Runde neu gesetzt.) | PL1 | Vienna Capitals | 2      |        |        |
| (Die Teams werden nach der ersten Runde neu gesetzt.) | (Die Teams werden nach der ersten Runde neu gesetzt.) | (Die Teams werden nach der ersten Runde neu gesetzt.) | (Die Teams werden nach der ersten Runde neu gesetzt.) | (Die Teams werden nach der ersten Runde neu gesetzt.) | (Die Teams werden nach der ersten Runde neu gesetzt.) | (Die Teams werden nach der ersten Runde neu gesetzt.) |     | PL3             | EC KAC | 4      |        |
| PL3                                                   | EC KAC                                                | 4                                                     |                                                       |                                                       |                                                       |                                                       |     |                 |        |        |        |
| PL6                                                   | HC Bozen                                              | 1                                                     |                                                       |                                                       |                                                       |                                                       |     |                 |        |        |        |
|                                                       |                                                       |                                                       | PL2                                                   | Graz 99ers                                            | 0                                                     |                                                       |     |                 |        |        |        |
|                                                       |                                                       |                                                       | PL3                                                   | EC KAC                                                | 4                                                     |                                                       |     |                 |        |        |        |
| PL4                                                   | Fehérvár AV19                                         | 2                                                     |                                                       |                                                       |                                                       |                                                       |     |                 |        |        |        |
| PL5                                                   | EC Red Bull Salzburg                                  | 4                                                     |                                                       |                                                       |                                                       |                                                       |     |                 |        |        |        |
|                                                       |                                                       |                                                       |                                                       |                                                       |                                                       |                                                       |     |                 |        |        |        |

### Viertelfinale

#### Vienna Capitals – HC Orli Znojmo
Die Serie der Capitals gegen den HC Orli Znojmo machte das offenkundig schlechte Verhältnis zwischen dem tschechischen Club und der Liga deutlich. Bereits mehrmals zuvor hatten die Znaimer den Schiedsrichtern Parteilichkeit unterstellt. Headcoach Miroslav Fryčer war während des Grunddurchgangs sogar für vier Spiele gesperrt worden, nachdem er aufgrund seiner Unzufriedenheit mit den Schiedsrichterentscheidungen eine Wasserflasche auf das Eis geworfen hatte. Die Vorwürfe fanden in der dritten Begegnung der Playoff-Serie einen neuen zwischenzeitlichen Höhepunkt, als Fryčer während des laufenden Spiels versuchte, den Director of Hockey Operations der Liga, Lyle Seitz, per Handy zu kontaktieren, um sich über die Spielleitung zu beschweren. Vor dem letzten Spiel kam es dann nochmals zu einer groben Unsportlichkeit: in der Umkleide der Schiedsrichter war eine Plastikbox voll Karotten zusammen mit dem Vermerk „Für besseres Sehvermögen, HC Orli Znojmo.“ deponiert worden, während die Capitals in ihrer Kabine zwei Pokale mit den Aufschriften „Jungs aus Wien, keine Sorge. Wir werden euch zum Meister machen. Eure loyalen Schiedsrichter“ und „Weltmeister 2019 im Simulieren, Vienna Capitals“ vorfanden. Die Capitals erwiesen sich in sportlicher Hinsicht als das bessere Team und konnten die Serie nach einem souveränen 7:0-Auftaktsieg letztlich mit 4:1 Siegen für sich entscheiden.
| 13. März 2019, 19:15 Uhr Erste Bank Arena          | Vienna Capitals | 7:0 (4:0, 2:0, 1:0) | HC Orli Znojmo |
| 13. März 2019, 19:15 Uhr Erste Bank Arena          | 1:0 Taylor Vause (03:20, Emilio Romig, Mat Clark) 2:0 Chris DeSousa (05:09, Marc-André Dorion, Mario Fischer) 3:0 Chris DeSousa (17:33, Powerplay, Peter Schneider, Sondre Olden) 4:0 Peter Schneider (19:40, Powerplay, Chris DeSousa, Andreas Nödl) 5:0 Chris DeSousa (22:40, Taylor Vause) 6:0 Patrick Peter (35:30, Powerplay, Marc-André Dorion) 7:0 Sondre Olden (42:31, Julian Großlercher, Ali Wukovits) | Strafminuten: 16 bzw. 12 Torhüter: Jean-Philippe Lamoureux, Wien (34 Schüsse, 0 Tore) Tomáš Halász, Znojmo (17 Schüsse, 4 Tore) Teemu Lassila, Znojmo (18 Schüsse, 3 Tore) | keine Tore |
| 15. März 2019, 18:30 Uhr Nevoga Arena              | HC Orli Znojmo | 4:3 (2:2, 2:1, 0:0) | Vienna Capitals |
| 15. März 2019, 18:30 Uhr Nevoga Arena              | 1:2 Jan Lattner (17:40, Powerplay, Radim Matuš, Erik Němec) 2:2 C. J. Stretch (18:20, Allan McPherson, Marek Kalus) 3:3 Marek Kalus (35:01, Mikko Vainonen, C. J. Stretch) 4:3 Marek Špaček (38:17, Patrik Novák, Nicolas Hlava) | Strafminuten: 12 bzw. 18 Torhüter: Teemu Lassila, Znojmo (27 Schüsse, 3 Tore) Jean-Philippe Lamoureux, Wien (36 Schüsse, 4 Tore)                                           | 0:1 Alex Wall (07:53, Emilio Romig, Chris DeSousa) 0:2 Benjamin Nissner (12:38, Alex Wall) 2:3 Taylor Vause (22:52, Ali Wukovits) |
| 17. März 2019, 19:15 Uhr Erste Bank Arena          | Vienna Capitals | 5:2 (1:1, 2:0, 2:2) | HC Orli Znojmo |
| 17. März 2019, 19:15 Uhr Erste Bank Arena          | 1:1 Peter Schneider (17:30, Powerplay, Chris DeSousa, Marc-André Dorion) 2:1 Kelsey Tessier (30:33, Powerplay, Taylor Vause, Riley Holzapfel) 3:1 Sondre Olden (33:53, Mario Fischer, Riley Holzapfel) 4:2 Taylor Vause (57:46, Peter Schneider, Chris DeSousa) 5:2 Peter Schneider (58:40, Empty Net, Taylor Vause, Marc-André Dorion)                                                                          | Strafminuten: 8 bzw. 41 Torhüter: Jean-Philippe Lamoureux, Wien (24 Schüsse, 2 Tore) Teemu Lassila, Znojmo (48 Schüsse, 4 Tore)                                            | 0:1 Mikko Vainonen (04:04, Allan McPherson, C. J. Stretch) 3:2 Mikko Vainonen (51:52, Powerplay, C. J. Stretch, Allan McPherson) |
| 19. März 2019, 18:30 Uhr Nevoga Arena              | HC Orli Znojmo | 2:4 (0:0, 2:0, 0:4) | Vienna Capitals |
| 19. März 2019, 18:30 Uhr Nevoga Arena              | 1:0 Anthony Luciani (36:24, Powerplay, Mikko Vainonen, Allan McPherson) 2:0 Anthony Luciani (38:38, Allan McPherson, Marek Kalus) | Strafminuten: 10 bzw. 16 Torhüter: Teemu Lassila, Znojmo (31 Schüsse, 4 Tore) Jean-Philippe Lamoureux, Wien (33 Schüsse, 2 Tore)                                           | 2:1 Chris DeSousa (42:56, Taylor Vause, Peter Schneider) 2:2 Patrick Peter (47:37, Chris DeSousa, Taylor Vause) 2:3 Chris DeSousa (49:45, Patrick Mullen, Peter Schneider) 2:4 Riley Holzapfel (52:08, Shorthanded, Andreas Nödl, Mario Fischer) |
| 22. März 2019, 19:15 Uhr Erste Bank Arena          | Vienna Capitals | 5:1 (1:0, 3:0, 1:1) | HC Orli Znojmo |
| 22. März 2019, 19:15 Uhr Erste Bank Arena          | 1:0 Julian Großlercher (01:45, Sascha Bauer, Patrick Peter) 2:0 Emilio Romig (21:00, Sondre Olden, Alex Wall) 3:0 Riley Holzapfel (31:44, Sondre Olden, Chris DeSousa) 4:0 Patrick Peter (39:27, Taylor Vause, Chris DeSousa) 5:1 Riley Holzapfel (58:47, Powerplay, Benjamin Nissner, Sondre Olden) | Strafminuten: 13 bzw. 17 Torhüter: Jean-Philippe Lamoureux, Wien (32 Schüsse, 1 Tor) Teemu Lassila, Znojmo (38 Schüsse, 5 Tore)                                            | 4:1 Vladimír Oščádal (52:26, Patrik Novák, Nicolas Hlava) |
| Serienendstand: Vienna Capitals 4:1 HC Orli Znojmo | | | |

#### Graz 99ers – Black Wings Linz
| 13. März 2019, 19:15 Uhr Merkur Eisstadion      | Graz 99ers | 7:3 (1:1, 4:1, 2:1) | Black Wings Linz |
| 13. März 2019, 19:15 Uhr Merkur Eisstadion      | 1:0 Ty Loney (10:08, Powerplay, Dwight King, Colton Yellow Horn) 2:2 Oliver Setzinger (28:34, Powerplay, Daniel Oberkofler, Travis Oleksuk) 3:2 Matt Caito (29:53, Powerplay, Daniel Oberkofler, Oliver Setzinger) 4:2 Daniel Oberkofler (31:24, Powerplay, Matt Garbowsky, Oliver Setzinger) 5:2 Robin Weihager (36:33, Travis Oleksuk, Oliver Setzinger) 6:2 Kevin Moderer (49:17, Matt Caito) 7:2 Curtis Hamilton (59:10, Powerplay, Matt Garbowsky, Zintis Nauris Zusevics) | Strafminuten: 2 bzw. 18 Torhüter: Robin Rahm, Graz (20 Schüsse, 3 Tore) Michael Ouzas, Linz (46 Schüsse, 7 Tore) David Kickert (0 Schüsse, 0 Tore)         | 1:1 Michael Davies (17:09, Powerplay, Corey Locke, Dan DaSilva) 1:2 Moritz Matzka (21:28) 6:3 Mathieu Carle (49:48, Andreas Kristler, Moritz Matzka)                                                        |
| 15. März 2019, 19:15 Uhr Keine Sorgen EisArena  | Black Wings Linz | 4:3 n. V. (1:1, 2:0, 0:2, 1:0) | Graz 99ers |
| 15. März 2019, 19:15 Uhr Keine Sorgen EisArena  | 1:0 Dan DaSilva (06:02, Powerplay, Michael Davies, Corey Locke) 2:1 Kevin Kapstad (22:56, Aaron Brocklehurst, Dan DaSilva) 3:1 Dan DaSilva (24:47, Powerplay, Corey Locke, Rick Schofield) 4:3 Kevin Kapstad (61:04, Dan DaSilva) | Strafminuten: 14 bzw. 18 Torhüter: Michael Ouzas, Linz (36 Schüsse, 3 Tore) Robin Rahm, Graz (35 Schüsse, 4 Tore)                                          | 1:1 Erik Kirchschläger (13:45, Ken Ograjenšek) 3:2 Dwight King (49:21, Powerplay, Matt Garbowsky, Ty Loney) 3:3 Daniel Oberkofler (59:49, Powerplay, Dwight King, Ken Ograjensek)                           |
| 17. März 2019, 15:00 Uhr Merkur Eisstadion      | Graz 99ers | 4:3 n. V. (0:0, 2:3, 1:0) | Black Wings Linz |
| 17. März 2019, 15:00 Uhr Merkur Eisstadion      | 1:1 Travis Oleksuk (30:33, Powerplay, Daniel Oberkofler, Oliver Setzinger) 2:2 Ken Ograjenšek (33:54, Daniel Oberkofler, Travis Oleksuk) 3:3 Travis Oleksuk (40:36, Daniel Oberkofler, Robin Jacobsson) 4:3 Matt Garbowsky (61:39, Curtis Hamilton) | Strafminuten: 14 bzw. 16 Torhüter: Robin Rahm, Graz (26 Schüsse, 3 Tore) Michael Ouzas, Linz (36 Schüsse, 4 Tore)                                          | 0:1 Aaron Brocklehurst (21:18, Powerplay, Corey Locke) 1:2 Dragan Umičević (31:41, Rick Schofield) 2:3 Rick Schofield (35:19, Aaron Brocklehurst, Michael Davies)                                           |
| 19. März 2019, 19:15 Uhr Keine Sorgen EisArena  | Black Wings Linz | 2:5 (1:2, 1:1, 0:2) | Graz 99ers |
| 19. März 2019, 19:15 Uhr Keine Sorgen EisArena  | 1:0 Brian Lebler (04:02, Dan DaSilva, Corey Locke) 2:2 Dan DaSilva (20:52, Kevin Kapstad, Andreas Kristler) | Strafminuten: 10 bzw. 10 Torhüter: Michael Ouzas, Linz (31 Schüsse, 3 Tore) David Kickert, Linz (17 Schüsse, 2 Tore) Robin Rahm, Graz (25 Schüsse, 2 Tore) | 1:1 Matt Caito (07:04, Travis Oleksuk) 1:2 Oliver Setzinger (16:57, Matt Garbowsky) 2:3 Dominik Grafenthin (33:10) 2:4 Daniel Oberkofler (44:12, Travis Oleksuk, Matt Caito) 2:5 Colton Yellow Horn (50:01) |
| 22. März 2019, 19:15 Uhr Merkur Eisstadion      | Graz 99ers | 2:3 (2:2, 0:1, 0:0) | Black Wings Linz |
| 22. März 2019, 19:15 Uhr Merkur Eisstadion      | 1:1 Ty Loney (11:39, Curtis Hamilton) 2:1 Ken Ograjenšek (12:07, Matt Caito, Daniel Oberkofler) | Strafminuten: 8 bzw. 18 Torhüter: Robin Rahm, Graz (20 Schüsse, 3 Tore) David Kickert, Linz (53 Schüsse, 2 Tore)                                           | 0:1 Brian Lebler (00:27, Dragan Umičević) 2:2 Dan DaSilva (18:47, Powerplay, Rick Schofield, Corey Locke) 2:3 Rick Schofield (27:35, Dragan Umičević)                                                       |
| 24. März 2019, 17:00 Uhr Keine Sorgen EisArena  | Black Wings Linz | 2:3 n. V. (0:0, 1:1, 1:1, 0:1) | Graz 99ers |
| 24. März 2019, 17:00 Uhr Keine Sorgen EisArena  | 1:1 Rick Schofield (35:01, Powerplay, Corey Locke, Aaron Brocklehurst) 2:1 Rick Schofield (40:29) | Strafminuten: 8 bzw. 8 Torhüter: David Kickert, Linz (37 Schüsse, 3 Tore) Robin Rahm, Graz (23 Schüsse, 2 Tore)                                            | 0:1 Robin Weihager (27:49) 2:2 Robin Weihager (57:17, Colton Yellow Horn, Ken Ograjenšek) 2:3 Ty Loney (72:03, Powerplay, Colton Yellow Horn, Ken Ograjenšek)                                               |
| Serienendstand: Graz 99ers 4:2 Black Wings Linz | | | |

#### EC KAC – HCB Südtirol
| 13. März 2019, 19:15 Uhr Stadthalle Klagenfurt | EC KAC | 5:4 n. V. (1:1, 2:2, 1:1, 1:0)                                                                                           | HCB Südtirol |
| 13. März 2019, 19:15 Uhr Stadthalle Klagenfurt | 1:1 Andrew Kozek (12:52, David Fischer, Thomas Koch) 2:2 Clemens Unterweger (22:37, Siim Liivik, Marcel Witting) 3:3 Johannes Bischofberger (36:26, Mitch Wahl, Thomas Hundertpfund) 4:3 Thomas Koch (42:46, Powerplay, Nick Petersen, Andrew Kozek) 5:4 Andrew Kozek (60:41, Nick Petersen, Thomas Koch)                                     | Strafminuten: 4 bzw. 6 Torhüter: David Madlener, Klagenfurt (20 Schüsse, 4 Tore) Jacob Smith, Bozen (39 Schüsse, 5 Tore) | 0:1 Anton Bernard (07:05, Angelo Miceli, Luca Frigo) 1:2 Markus Nordlund (21:39, Powerplay, Alex Petan, Angelo Miceli) 2:3 Mike Blunden (28:10, Powerplay, Markus Nordlund, Angelo Miceli) 4:4 Anton Bernard (47:14, Angelo Miceli, Markus Nordlund) |
| 15. März 2019, 19:15 Uhr Eiswelle              | HCB Südtirol | 3:4 n. V. (1:1, 2:2, 0:0, 0:1)                                                                                           | EC KAC |
| 15. März 2019, 19:15 Uhr Eiswelle              | 1:1 Daniel Glira (14:27, Angelo Miceli, Mike Blunden) 2:1 Tim Campbell (25:47, Powerplay, Daniel Catenacci, Ivan Deluca) 3:3 Angelo Miceli (39:45, Daniel Glira, Markus Nordlund) | Strafminuten: 20 bzw. 24 Torhüter: Jacob Smith, Bozen (66 Schüsse, 4 Tore) Lars Haugen, Klagenfurt (54 Schüsse, 3 Tore)  | 0:1 Andrew Kozek (03:47, Nick Petersen) 2:2 Patrick Harand (31:48, Powerplay, Adam Comrie, Johannes Bischofberger) 2:3 Nick Petersen (39:26, Powerplay, Siim Liivik, Thomas Koch) 3:4 Johannes Bischofberger (120:53, Martin Schumnig)               |
| 17. März 2019, 17:30 Uhr Stadthalle Klagenfurt | EC KAC | 4:1 (1:0, 2:1, 1:0) | HCB Südtirol |
| 17. März 2019, 17:30 Uhr Stadthalle Klagenfurt | 1:0 Matthew Neal (14:04, Thomas Koch, Patrick Harand) 2:0 Andrew Kozek (26:30, Powerplay, Matthew Neal (Einhockeyspieler)\|Matthew Neal, David Fischer) 3:0 Adam Comrie (28:27, Matthew Neal (Einhockeyspieler)\|Matthew Neal, Andrew Kozek) 4:1 Thomas Hundertpfund (57:52, Empty Net, Johannes Bischofberger, Martin Schumnig)              | Strafminuten: 6 bzw. 31 Torhüter: Lars Haugen, Klagenfurt (17 Schüsse, 1 Tor) Jacob Smith, Bozen (33 Schüsse, 3 Tore)    | 3:1 Luca Frigo (38:15, Daniel Frank, Massimo Carozza) |
| 19. März 2019, 19:45 Uhr Eiswelle              | HCB Südtirol | 4:2 (2:2, 1:0, 1:0) | EC KAC |
| 19. März 2019, 19:45 Uhr Eiswelle              | 1:0 Marco Insam (02:05, Daniel Catenacci, Daniel Frank) 2:1 Markus Nordlund (04:51, Paul Geiger, Michael Blunden) 3:2 Luca Frigo (35:49, Powerplay, Tim Campbell) 4:2 Marco Insam (59:50, Empty Net, Michael Blunden, Anton Bernard) | Strafminuten: 4 bzw. 12 Torhüter: Jacob Smith, Bozen (30 Schüsse, 2 Tore) Lars Haugen, Klagenfurt (31 Schüsse, 3 Tore)   | 1:1 Daniel Obersteiner (02:25) 2:2 David Fischer (13:04) |
| 22. März 2019, 19:15 Uhr Stadthalle Klagenfurt | EC KAC | 5:3 (0:1, 3:1, 2:1) | HCB Südtirol |
| 22. März 2019, 19:15 Uhr Stadthalle Klagenfurt | 1:2 David Fischer (29:59, Thomas Koch, Adam Comrie) 2:2 Adam Comrie (38:51, Matthew Neal, Thomas Koch) 3:2 Matthew Neal (Einhockeyspieler)\|Matthew Neal (39:54, Thomas Koch, Martin Schumnig) 4:3 Marcel Witting (49:00, Siim Liivik, Nikolaus Kraus) 5:3 Andrew Kozek (59:06, Matthew Neal (Einhockeyspieler)\|Matthew Neal, David Fischer) | Strafminuten: 4 bzw. 8 Torhüter: Lars Haugen, Klagenfurt (17 Schüsse, 3 Tore) Jacob Smith, Bozen (35 Schüsse, 5 Tore)    | 0:1 Ivan Deluca (04:14, Powerplay, Marco Insam, Tim Campbell) 0:2 Anton Bernard (25:47, Angelo Miceli, Daniel Frank) 3:3 Michael Blunden (48:05, Alex Petan, Markus Nordlund)                                                                        |
| Serienendstand: EC KAC 4:1 HCB Südtirol        | | | |

#### Fehérvár AV19 – EC Red Bull Salzburg
| 13. März 2019, 19:15 Uhr Ifjabb Ocskay Gábor Jégcsarnok | Fehérvár AV19 | 1:0 (1:0, 0:0, 0:0) | EC Red Bull Salzburg |
| 13. März 2019, 19:15 Uhr Ifjabb Ocskay Gábor Jégcsarnok | 1:0 Tero Koskiranta (15:43, István Sofron, Bence Stipsicz) | Strafminuten: 8 bzw. 6 Torhüter: Mac Carruth, Fehérvár (60:00 Min., 32 Schüsse, 0 Tore) Steve Michalek, Salzburg (59:29 Min., 22 Schüsse, 1 Tor)   | keine Tore |
| 15. März 2019, 19:15 Uhr Eisarena Salzburg              | EC Red Bull Salzburg | 3:2 n. V. (1:0, 0:2, 1:0, 1:0) | Fehérvár AV19 |
| 15. März 2019, 19:15 Uhr Eisarena Salzburg              | 1:0 Dustin Gazley (09:28, Will O’Neill, Thomas Raffl) 2:2 Chris VandeVelde (58:02, Thomas Raffl, Dustin Gazley) 3:2 Ryan Duncan (62:20, Powerplay, Alexander Rauchenwald, Brant Harris) | Strafminuten: 8 bzw. 16 Torhüter: Steve Michalek, Salzburg (62:20 Min., 24 Schüsse, 2 Tore) Mac Carruth, Fehérvár (62:20 Min., 43 Schüsse, 3 Tore) | 1:1 Csanád Erdély (20:57, Powerplay, Dániel Szabó, János Hári) 2:2 Arttu Luttinen (23:15, Powerplay, Csanád Erdély, János Hári) |
| 17. März 2019, 17:30 Uhr Ifjabb Ocskay Gábor Jégcsarnok | Fehérvár AV19 | 4:6 (2:3, 0:2, 2:1) | EC Red Bull Salzburg |
| 17. März 2019, 17:30 Uhr Ifjabb Ocskay Gábor Jégcsarnok | 1:3 Arttu Luttinen (14:45, Powerplay, Ty Wishart, János Hári) 2:3 Arttu Luttinen (16:10, Powerplay, Janos Hari, Dániel Szabó) 3:5 Tuomas Vänttinen (46:35, Shorthanded, Harri Tikkanen, Andrew Sarauer) 4:5 Jonathan Harty (51:19)                                                                                         | Strafminuten: 14 bzw. 26 Torhüter: Mac Carruth, Fehérvár (36 Schüsse, 6 Tore) Steve Michalek, Salzburg (34 Schüsse, 4 Tore)                        | 0:1 John Hughes (06:13, Ryan Duncan, Matthias Trattnig) 0:2 Ryan Duncan (08:55, Powerplay, Brant Harris, Thomas Raffl) 0:3 Brent Regner (12:03, Raphael Herburger) 2:4 Thomas Raffl (27:17, Powerplay, Matthias Trattnig, John Hughes) 2:5 Ryan Duncan (37:28, John Hughes, Bobby Raymond) 4:6 Ryan Duncan (55:27, Bobby Raymond, John Hughes) |
| 19. März 2019, 19:15 Uhr Eisarena Salzburg              | EC Red Bull Salzburg | 5:4 (1:1, 1:3, 3:0) | Fehérvár AV19 |
| 19. März 2019, 19:15 Uhr Eisarena Salzburg              | 1:1 Brent Regner (13:49, John Hughes, Chris VandeVelde) 2:1 Chris VandeVelde (23:28, Dustin Gazley) 3:4 Raphael Herburger (40:47, Bobby Raymond, Ryan Duncan) 4:4 Mario Huber (46:54, Florian Baltram, Layne Viveiros) 5:4 Matthias Trattnig (54:37, John Hughes, Thomas Raffl)                                            | Strafminuten: 4 bzw. 8 Torhüter: Steve Michalek, Salzburg (31 Schüsse, 4 Tore) Mac Carruth, Fehérvár (27 Schüsse, 5 Tore)                          | 0:1 Andrew Sarauer (05:48, Tuomas Vänttinen, Ty Wishart) 2:2 Tuomas Vänttinen (24:00, Eric Meland, Andrew Sarauer) 2:3 Tero Koskiranta (31:56, Arttu Luttinen, Michael Caruso) 2:4 János Hári (37:35, Michael Caruso, Ty Wishart) |
| 22. März 2019, 19:15 Uhr Ifjabb Ocskay Gábor Jégcsarnok | Fehérvár AV19 | 2:1 n. V. (1:1, 0:0, 0:0, 1:0) | EC Red Bull Salzburg |
| 22. März 2019, 19:15 Uhr Ifjabb Ocskay Gábor Jégcsarnok | 1:0 Michael Caruso (05:17, Áron Reisz, Donát Szita) 2:1 Jonathan Harty (65:13, Dániel Szabó, Andrew Sarauer) | Strafminuten: 12 bzw. 10 Torhüter: Mac Carruth, Fehérvár (46 Schüsse, 1 Tor) Steve Michalek, Salzburg (20 Schüsse, 2 Tore)                         | 1:1 Dustin Gazley (18:39, Shorthanded, Chris VandeVelde) |
| 24. März 2019, 19:15 Uhr Eisarena Salzburg              | EC Red Bull Salzburg | 6:1 (2:0, 1:0, 3:1) | Fehérvár AV19 |
| 24. März 2019, 19:15 Uhr Eisarena Salzburg              | 1:0 Alexander Rauchenwald (06:22) 2:0 John Hughes (16:23, Raphael Herburger, Layne Viveiros) 3:0 Ryan Duncan (29:08, Powerplay, John Hughes, Thomas Raffl) 4:1 Ryan Duncan (46:12, Powerplay, Dominique Heinrich) 5:1 Michael Schiechl (47:39, Florian Baltram, Layne Viveiros) 6:1 Will O’Neill (54:05, Michael Schiechl) | Strafminuten: 8 bzw. 10 Torhüter: Steve Michalek, Salzburg (23 Schüsse, 1 Tor) Mac Carruth, Fehérvár (49 Schüsse, 6 Tore)                          | 3:1 Ty Wishart (43:58) |
| Serienendstand: Fehérvár AV19 2:4 EC Red Bull Salzburg  | | | |

### Halbfinale

#### Vienna Capitals – EC Red Bull Salzburg
| 29. März 2019, 19:15 Uhr Erste Bank Arena                | Vienna Capitals | 4:2 (1:0, 1:2, 2:0) | EC Red Bull Salzburg |
| 29. März 2019, 19:15 Uhr Erste Bank Arena                | 1:0 Kelsey Tessier (08:55, Sondre Olden, Riley Holzapfel) 2:2 Sondre Olden (29:23, Powerplay, Patrick Mullen, Taylor Vause) 3:2 Chris DeSousa (55:23, Marc-André Dorion) 4:2 Peter Schneider (59:55, Empty Net, Taylor Vause, Sondre Olden)                                                                                        | Strafminuten: 8 bzw. 22 Torhüter: Jean-Philippe Lamoureux, Wien (38 Schüsse, 2 Tore) Steve Michalek, Salzburg (37 Schüsse, 3 Tore)  | 1:1 Thomas Raffl (20:50, Dominique Heinrich, Brent Regner) 1:2 Bobby Raymond (27:19, Will O’Neill, Florian Baltram) |
| 31. März 2019, 14:00 Eisarena Salzburg                   | EC Red Bull Salzburg | 1:2 n. V. (0:1, 1:0, 0:0, 0:1) | Vienna Capitals |
| 31. März 2019, 14:00 Eisarena Salzburg                   | 1:1 Thomas Raffl (34:42, Powerplay, John Hughes, Dominique Heinrich) | Strafminuten: 14 bzw. 16 Torhüter: Steve Michalek, Salzburg (56 Schüsse, 2 Tore) Jean-Philippe Lamoureux, Wien (45 Schüsse, 1 Tor)  | 0:1 Marc-André Dorion (10:21, Powerplay, Peter Schneider, Chris DeSousa) 1:2 Sondre Olden (82:23, Mario Fischer, Riley Holzapfel)                                                                                          |
| 2. April 2019, 19:15 Uhr Erste Bank Arena                | Vienna Capitals | 3:4 n. V. (1:1, 2:2, 0:0, 0:1) | EC Red Bull Salzburg |
| 2. April 2019, 19:15 Uhr Erste Bank Arena                | 1:0 Sondre Olden (07:34, Shorthanded) 2:1 Peter Schneider (29:37, Alex Wall, Taylor Vause) 3:2 Taylor Vause (37:15, Emilio Romig, Mario Fischer) | Strafminuten: 12 bzw. 12 Torhüter: Jean-Philippe Lamoureux, Wien (24 Schüsse, 4 Tore) Steve Michalek, Salzburg (39 Schüsse, 3 Tore) | 1:1 Chris VandeVelde (15:19, Dominique Heinrich, Layne Viveiros) 2:2 Dominique Heinrich (32:12, Powerplay, Ryan Duncan, John Hughes) 3:3 Raphael Herburger (39:40, Ryan Duncan) 3:4 Matthias Trattnig (65:12, John Hughes) |
| 5. April 2019, 19:15 Uhr Eisarena Salzburg               | EC Red Bull Salzburg | 5:3 (0:1, 2:1, 3:1) | Vienna Capitals |
| 5. April 2019, 19:15 Uhr Eisarena Salzburg               | 1:1 Dominique Heinrich (21:14, Mario Huber, Michael Schiechl) 2:2 Brant Harris (38:32, Thomas Raffl, Chris VandeVelde) 3:3 Alexander Rauchenwald (50:28, Alexander Pallestrang, Dominique Heinrich) 4:3 Raphael Herburger (57:34, John Hughes, Will O’Neill) 5:3 John Hughes (59:08, Empty Net, Bobby Raymond, Dominique Heinrich) | Strafminuten: 8 bzw. 10 Torhüter: Steve Michalek, Salzburg (24 Schüsse, 3 Tore) Jean-Philippe Lamoureux, Wien (32 Schüsse, 4 Tore)  | 0:1 Taylor Vause (08:19, Chris DeSousa, Emilio Romig) 1:2 Julian Großlercher (35:26, Alex Wall, Taylor Vause) 2:3 Julian Großlercher (46:02)                                                                               |
| 7. April 2019, 17:00 Erste Bank Arena                    | Vienna Capitals | 2:1 n. V. (1:0, 0:0, 0:1, 1:0) | EC Red Bull Salzburg |
| 7. April 2019, 17:00 Erste Bank Arena                    | 1:0 Benjamin Nissner (19:26, Mario Fischer, Patrick Mullen) 2:1 Sondre Olden (71:18, Alex Wall, Riley Holzapfel) | Strafminuten: 16 bzw. 8 Torhüter: Jean-Philippe Lamoureux, Wien (35 Schüsse, 1 Tor) Steve Michalek, Salzburg (32 Schüsse, 2 Tore)   | 1:1 Brant Harris (45:48, Chris VandeVelde, Will O’Neill) |
| 9. April 2019, 19:15 Uhr Eisarena Salzburg               | EC Red Bull Salzburg | 3:2 n. V. (0:1, 0:1, 2:0, 1:0) | Vienna Capitals |
| 9. April 2019, 19:15 Uhr Eisarena Salzburg               | 1:2 Thomas Raffl (48:55) 2:2 Will O’Neill (59:24, Bobby Raymond, Brant Harris) 3:2 Raphael Herburger (63:27, Powerplay, Ryan Duncan, Dominique Heinrich) | Strafminuten: 0 bzw. 8 Torhüter: Steve Michalek, Salzburg (30 Schüsse, 2 Tore) Jean-Philippe Lamoureux, Wien (44 Schüsse, 3 Tore)   | 0:1 Andreas Nödl (19:45, Benjamin Nissner, Alex Wall) 0:2 Alex Wall (32:17, Peter Schneider, Dominic Hackl) |
| 12. April 2019, 19:15 Uhr Erste Bank Arena               | Vienna Capitals | 3:1 (0:1, 0:0, 3:0) | EC Red Bull Salzburg |
| 12. April 2019, 19:15 Uhr Erste Bank Arena               | 1:1 Kelsey Tessier (40:27, Mario Fischer, Marc-André Dorion) 2:1 Benjamin Nissner (47:38, Powerplay, Taylor Vause, Patrick Mullen) 3:1 Chris DeSousa (59:48, Empty Net, Taylor Vause, Patrick Mullen) | Strafminuten: 2 bzw. 6 Torhüter: Jean-Philippe Lamoureux, Wien (25 Schüsse, 1 Tor) Steve Michalek, Salzburg (39 Schüsse, 2 Tore)    | 0:1 Dustin Gazley (01:00, Peter Hochkofler, Will O’Neill) |
| Serienendstand: Vienna Capitals 4:3 EC Red Bull Salzburg | | | |

#### Graz 99ers – EC KAC
| 29. März 2019, 19:15 Uhr Merkur Eisstadion     | Graz 99ers | 0:1 n. V. (0:0, 0:0, 0:0, 0:1)                                                                                        | EC KAC |
| 29. März 2019, 19:15 Uhr Merkur Eisstadion     | keine Tore | Strafminuten: 12 bzw. 26 Torhüter: Robin Rahm, Graz (28 Schüsse, 1 Tor) Lars Haugen, Klagenfurt (50 Schüsse, 0 Tore)  | 0:1 Siim Liivik (96:38, Thomas Hundertpfund, Martin Schumnig)                                                                                         |
| 31. März 2019, TBD Stadthalle Klagenfurt       | EC KAC | 3:2 n. V. (0:0, 1:0, 1:2, 1:0)                                                                                        | Graz 99ers |
| 31. März 2019, TBD Stadthalle Klagenfurt       | 1:0 Adam Comrie (20:28, Powerplay, Nick Petersen, Thomas Koch) 2:1 Mitch Wahl (50:22, Matthew Neal, Steven Strong) 3:2 Adam Comrie (65:00, Thomas Koch)                                                                    | Strafminuten: 6 bzw. 8 Torhüter: Lars Haugen, Klagenfurt (32 Schüsse, 2 Tore) Robin Rahm, Graz (29 Schüsse, 3 Tore)   | 1:1 Kevin Moderer (42:36, Lukas Kainz, Erik Kirchschläger) 2:2 Colton Yellow Horn (59:43, Oliver Setzinger)                                           |
| 2. April 2019, 19:15 Uhr Merkur Eisstadion     | Graz 99ers | 0:3 (0:0, 0:1, 0:2)                                                                                                   | EC KAC |
| 2. April 2019, 19:15 Uhr Merkur Eisstadion     | keine Tore | Strafminuten: 10 bzw. 16 Torhüter: Robin Rahm, Graz (24 Schüsse, 2 Tore) Lars Haugen, Klagenfurt (25 Schüsse, 0 Tore) | 0:1 Stefan Geier (28:55, Mitch Wahl) 0:2 Mitch Wahl (58:21, Matthew Neal, Steven Strong) 0:3 Adam Comrie (59:17, Shorthanded, Empty Net, Lars Haugen) |
| 5. April 2019, 19:15 Uhr Stadthalle Klagenfurt | EC KAC | 4:2 (1:2, 2:0, 1:0)                                                                                                   | Graz 99ers |
| 5. April 2019, 19:15 Uhr Stadthalle Klagenfurt | 1:2 Thomas Koch (14:42, Powerplay, David Fischer, Nick Petersen) 2:2 Nick Petersen (36:01, Powerplay, Andrew Kozek, David Fischer) 3:2 Matthew Neal (39:06, Powerplay, Andrew Kozek, Thomas Koch) 4:2 Andrew Kozek (48:22) | Strafminuten: 8 bzw. 8 Torhüter: Lars Haugen, Klagenfurt (26 Schüsse, 2 Tore) Robin Rahm, Graz (26 Schüsse, 4 Tore)   | 0:1 Matt Garbowsky (09:29, Colton Yellow Horn) 0:2 Daniel Oberkofler (13:03, Powerplay, Matt Caito, Ken Ograjenšek)                                   |
| Serienendstand: Graz 99ers 0:4 EC KAC          | | | |

### Finale

#### Vienna Capitals – EC KAC
| 13. April 2019, 14:00 Uhr Erste Bank Arena      | Vienna Capitals | 3:2 n. V. (2:0, 0:1, 0:1, 1:0) | EC KAC |
| 13. April 2019, 14:00 Uhr Erste Bank Arena      | 1:0 Taylor Vause (10:56, Rafael Rotter, Patrick Peter) 2:0 Chris DeSousa (13:08, Taylor Vause, Patrick Mullen) 3:2 Sondre Olden (65:04, Emilio Romig)                                                                              | Strafminuten: 17 bzw. 17 Torhüter: Jean-Philippe Lamoureux, Wien (26 Schüsse, 2 Tore) Lars Haugen, Klagenfurt (34 Schüsse, 3 Tore) | 2:1 Andrew Kozek (22:35, Powerplay, Nick Petersen, Matthew Neal) 2:2 Nick Petersen (48:27, Mitch Wahl, Patrick Harand)               |
| 16. April 2019, 19:15 Uhr Stadthalle Klagenfurt | EC KAC | 1:0 (1:0, 0:0, 0:0) | Vienna Capitals |
| 16. April 2019, 19:15 Uhr Stadthalle Klagenfurt | 1:0 Stefan Geier (17:17, Thomas Hundertpfund, Adam Comrie) | Strafminuten: 14 bzw. 10 Torhüter: Lars Haugen, Klagenfurt (29 Schüsse, 0 Tore) Jean-Philippe Lamoureux, Wien (19 Schüsse, 1 Tor)  | keine Tore |
| 18. April 2019, 19:15 Uhr Erste Bank Arena      | Vienna Capitals | 3:2 (2:2, 1:0, 0:0) | EC KAC |
| 18. April 2019, 19:15 Uhr Erste Bank Arena      | 1:0 Patrick Peter (03:03, Riley Holzapfel) 2:2 Chris DeSousa (15:03, Powerplay, Marc-André Dorion, Alex Wall) 3:2 Emilio Romig (28:33, Rafael Rotter, Taylor Vause)                                                                | Strafminuten: 8 bzw. 18 Torhüter: Jean-Philippe Lamoureux, Wien (25 Schüsse, 2 Tore) Lars Haugen, Klagenfurt (24 Schüsse, 3 Tore)  | 1:1 Thomas Koch (07:00, Shorthanded, Matthew Neal) 1:2 Matthew Neal (Einhockeyspieler)\|Matthew Neal (13:07, Powerplay, Thomas Koch) |
| 20. April 2019, 17:00 Uhr Stadthalle Klagenfurt | EC KAC | 3:2 (0:0, 3:0, 0:2) | Vienna Capitals |
| 20. April 2019, 17:00 Uhr Stadthalle Klagenfurt | 1:0 Johannes Bischofberger (24:48, Siim Liivik, Marcel Witting) 2:0 Nick Petersen (35:41, Powerplay, Matthew Neal, Thomas Koch) 3:0 Matthew Neal (Einhockeyspieler)\|Matthew Neal (36:44, Powerplay, Nick Petersen, David Fischer) | Strafminuten: 16 bzw. 24 Torhüter: Lars Haugen, Klagenfurt (22 Schüsse, 2 Tore) Jean-Philippe Lamoureux, Wien (29 Schüsse, 3 Tore) | 3:1 Rafael Rotter (49:35, Powerplay, Sondre Olden, Alex Wall) 3:2 Kelsey Tessier (52:54, Emilio Romig, Mat Clark)                    |
| 22. April 2019, 17:00 Uhr Erste Bank Arena      | Vienna Capitals | 0:2 (0:0, 0:2, 0:0) | EC KAC |
| 22. April 2019, 17:00 Uhr Erste Bank Arena      | keine Tore | Strafminuten: 22 bzw. 12 Torhüter: Jean-Philippe Lamoureux, Wien (18 Schüsse, 2 Tore) Lars Haugen, Klagenfurt (35 Schüsse, 0 Tore) | 0:1 Stefan Geier (30:35, Thomas Hundertpfund, Nick Petersen) 0:2 Thomas Hundertpfund (32:38, Nick Petersen, Marco Richter)           |
| 24. April 2019, 20:20 Uhr Stadthalle Klagenfurt | EC KAC | 3:2 n. V. (0:1, 1:1, 1:0, 1:0) | Vienna Capitals |
| 24. April 2019, 20:20 Uhr Stadthalle Klagenfurt | 1:1 Patrick Harand (20:55, Thomas Hundertpfund, Stefan Geier) 2:2 Nick Petersen (52:35, Mitch Wahl) 3:2 Adam Comrie (74:31, David Fischer, Thomas Koch)                                                                            | Strafminuten: 6 bzw. 8 Torhüter: Lars Haugen, Klagenfurt (26 Schüsse, 2 Tore) Jean-Philippe Lamoureux, Wien (33 Schüsse, 3 Tore)   | 0:1 Chris DeSousa (10:59, Peter Schneider, Alex Wall) 1:2 Rafael Rotter (25:22, Mario Fischer, Riley Holzapfel)                      |
| Serienendstand: Vienna Capitals 2:4 EC KAC      | | | |

### Statistiken

#### Topscorer
| Spieler         | Mannschaft           | SP | T  | A  | P  | SM | +/− | PPT | PPA | SHT | SHA | GW | SaT | S%   | FO      | FO%   |
| --------------- | -------------------- | -- | -- | -- | -- | -- | --- | --- | --- | --- | --- | -- | --- | ---- | ------- | ----- |
| Taylor Vause    | Vienna Capitals      | 18 | 6  | 14 | 20 | 14 | +12 | 0   | 3   | 0   | 0   | 1  | 51  | 11,8 | 204/388 | 52,6  |
| Chris DeSousa   | Vienna Capitals      | 18 | 10 | 9  | 19 | 14 | +8  | 2   | 3   | 0   | 0   | 2  | 68  | 14,7 | 32/49   | 65,3  |
| Nick Petersen   | EC KAC               | 12 | 5  | 10 | 15 | 2  | +4  | 3   | 5   | 0   | 0   | 0  | 38  | 13,2 | 0/0     | 0,0   |
| Thomas Koch     | EC KAC               | 15 | 3  | 11 | 14 | 12 | +3  | 2   | 5   | 1   | 0   | 0  | 29  | 10,3 | 217/384 | 56,5  |
| Andrew Kozek    | EC KAC               | 15 | 7  | 7  | 14 | 16 | +4  | 2   | 4   | 0   | 0   | 2  | 48  | 14,6 | 0/0     | 0,0   |
| Sondre Olden    | Vienna Capitals      | 18 | 7  | 7  | 14 | 6  | +9  | 1   | 3   | 1   | 0   | 4  | 71  | 9,9  | 1/1     | 100,0 |
| John Hughes     | EC Red Bull Salzburg | 13 | 3  | 10 | 13 | 2  | +3  | 0   | 4   | 0   | 0   | 1  | 38  | 7,9  | 0/0     | 0,0   |
| Matthew Neal    | EC KAC               | 15 | 5  | 8  | 13 | 4  | +2  | 3   | 2   | 0   | 1   | 2  | 38  | 13,2 | 20/40   | 50,0  |
| Peter Schneider | Vienna Capitals      | 18 | 5  | 7  | 12 | 14 | +4  | 2   | 2   | 0   | 0   | 0  | 58  | 8,6  | 2/5     | 40,0  |
| Alex Wall       | Vienna Capitals      | 18 | 3  | 8  | 11 | 8  | +9  | 0   | 2   | 0   | 0   | 0  | 33  | 9,1  | 0/0     | 0,0   |
| Adam Comrie 1   | EC KAC               | 15 | 6  | 3  | 9  | 33 | +14 | 1   | 1   | 1   | 0   | 2  | 55  | 10,9 | 0/0     | 0,0   |

1 Zum Vergleich: Spieler mit den meisten Strafminuten

Legende: 
SP = Spiele, T = Tore, A = Assists, P = Punkte, SM = Strafminuten, +/− = Plusminus-Wert, PPT = Powerplaytore, PPA = Powerplayassists, SHT = Unterzahltore, SHA = Unterzahlassists, GW = Siegestore, SaT = Schüsse aufs Tor, S% = Schusseffizienz, FO = Bullys (gewonnen/gesamt), FO% = Bullyquote

#### Torhüter
| Spieler                 | Mannschaft | SP | Min     | GT | GTS  | SaT | SVS | SVS%  | SO | RS | OTS | RN | OTN |
| ----------------------- | ---------- | -- | ------- | -- | ---- | --- | --- | ----- | -- | -- | --- | -- | --- |
| Lars Haugen             | KAC        | 14 | 960:07  | 24 | 1,50 | 428 | 404 | 94,39 | 4  | 7  | 4   | 2  | 1   |
| Jean-Philippe Lamoureux | Capitals   | 18 | 1135:59 | 38 | 2,01 | 556 | 518 | 93,17 | 1  | 7  | 3   | 5  | 3   |
| Steve Michalek          | Salzburg   | 13 | 825:51  | 31 | 2,25 | 411 | 380 | 92,46 | 0  | 4  | 3   | 3  | 3   |
| Mac Carruth             | Fehérvár   | 6  | 362:48  | 21 | 3,47 | 233 | 212 | 90,99 | 1  | 1  | 1   | 3  | 1   |
| Jake Smith              | Bozen      | 5  | 360:44  | 19 | 3,16 | 203 | 184 | 90,64 | 0  | 1  | 0   | 2  | 2   |
| Robin Rahm              | Graz       | 10 | 647:24  | 27 | 2,50 | 256 | 229 | 89,45 | 0  | 2  | 2   | 3  | 3   |
| Michael Ouzas           | Linz       | 4  | 219:20  | 17 | 4,65 | 149 | 132 | 88,59 | 0  | 0  | 1   | 2  | 1   |
| Teemu Lassila           | Znojmo     | 5  | 279:08  | 19 | 4,08 | 162 | 143 | 88,27 | 0  | 1  | 0   | 3  | 0   |

Legende: 
SP = Spiele, Min = Spielminuten, GT = Gegentore, GTS = Gegentorschnitt, SaT = Schüsse aufs Tor, SVS = gehaltene Schüsse, SVS% = Fangquote, SO = Shutouts, RS = Siege in reguläre Spielzeit, OTS = Overtimesiege, RN = Niederlagen in regulärer Spielzeit, OTN = Overtimeniederlagen

## Kader des österreichischen Meisters
| Österreichischer Meister EC KAC | Torhüter: Lars Haugen, David Madlener Verteidiger: Adam Comrie, Christoph Duller, David Fischer, Robin Gartner, Ramón Schnetzer, Martin Schumnig, Steven Strong, Clemens Unterweger Angreifer: Johannes Bischofberger, Stefan Geier, Manuel Geier, Patrick Harand, Thomas Hundertpfund, Thomas Koch, Andrew Kozek, Nikolaus Kraus, Philipp Kreuzer, Siim Liivik, Matthew Neal, Daniel Obersteiner, Nick Petersen, Marco Richter, Mitch Wahl, Marcel Witting Trainerstab: Petri Matikainen, Jarno Mensonen |

## Zuschauer
Die folgende Tabelle gibt die Zuschauerzahlen der Clubs, sowie der gesamten Liga wieder. Angeführt sind Heim- und Auswärtsspiele, sowie die Gesamtsummen.
|       |                      | Heimspiele | Heimspiele | Heimspiele | Auswärtsspiele | Auswärtsspiele | Auswärtsspiele | Gesamt | Gesamt    | Gesamt |
| Rang  | Mannschaft           | SP         | ZU         | SCHN       | SP             | ZU             | SCHN           | SP     | ZU        | SCHN   |
| ----- | -------------------- | ---------- | ---------- | ---------- | -------------- | -------------- | -------------- | ------ | --------- | ------ |
| 1     | Vienna Capitals      | 37         | 175.216    | 4.735      | 35             | 115.017        | 3.286          | 72     | 290.233   | 4.031  |
| 2     | EHC Linz             | 29         | 134.868    | 4.650      | 29             | 82.980         | 2.861          | 58     | 217.848   | 3.756  |
| 3     | EC KAC               | 35         | 132.695    | 3.791      | 34             | 128.300        | 3.773          | 69     | 260.995   | 3.782  |
| 4     | Graz 99ers           | 32         | 100.382    | 3.136      | 32             | 107.456        | 3.358          | 64     | 207.838   | 3.247  |
| 5     | Sapa Fehérvár AV19   | 30         | 93.957     | 3.131      | 30             | 82.626         | 2.754          | 60     | 176.583   | 2.943  |
| 6     | HC Bozen             | 29         | 81.790     | 2.820      | 30             | 90.459         | 3.015          | 59     | 172.249   | 2.919  |
| 7     | EC Red Bull Salzburg | 33         | 85.471     | 2.590      | 34             | 123.444        | 3.630          | 67     | 208.915   | 3.118  |
| 8     | EC VSV               | 26         | 66.470     | 2.556      | 26             | 77.795         | 2.992          | 52     | 144.265   | 2.774  |
| 9     | Orli Znojmo          | 28         | 71.201     | 2.542      | 29             | 86.913         | 2.997          | 57     | 158.114   | 2.773  |
| 10    | EC Dornbirn          | 26         | 59.680     | 2.295      | 26             | 69.905         | 2.688          | 52     | 129.585   | 2.492  |
| 11    | KHL Medveščak Zagreb | 22         | 47.385     | 2.153      | 22             | 59.472         | 2.703          | 44     | 106.857   | 2.428  |
| 12    | HC Innsbruck         | 26         | 53.700     | 2.065      | 26             | 78.448         | 3.017          | 52     | 132.148   | 2.541  |
| SUMME | SUMME                | 353        | 1.102.815  | 3.124      | 353            | 1.102.815      | 3.124          | 706    | 2.205.630 | 3.124  |

## Schiedsrichter

### Head-Referees
Die folgenden Schiedsrichter bildeten den Kader für die Spiele der Erste Bank Eishockey Liga:
| #15 | Osterreich | Christian Ofner  | #24 | Finnland   | Turo Virta        | #   | Italien    | Alex Lazzeri      | #   | Italien   | Marco Mori       |  |
| #44 | Slowakei   | Vladimir Babic   | #17 | Osterreich | Thomas Berneker   | #   | Osterreich | Leopold Durchner  | #45 | Slowenien | Miha Bulovec     |  |
| #7  | Osterreich | Patrick Fichtner | #6  | Osterreich | Patrick Gruber    | #19 | Osterreich | Roland Kellner    | #48 | Slowakei  | Vladimir Baluska |  |
| #33 | Ungarn     | Gergely Kincses  | #20 | Osterreich | Kristijan Nikolic | #22 | Osterreich | Manuel Nikolic    | #29 | Kroatien  | Trpimir Piragic  |  |
| #23 | Osterreich | Stefan Siegel    | #3  | Slowakei   | Ladislav Smetana  | #40 | Osterreich | Christoph Sternat | #21 | Slowakei  | Miroslav Stolc   |  |
| #4  | Slowenien  | Viktor Trilar    | #16 | Slowenien  | Milan Zrnic       |     |            |                   |     |           |                  |  |

### Linesmen
| #89 | Osterreich | Christoph Bärnthaler | #   | Serbien    | Ivan Nedelkjovic  | #64 | Italien    | Nicola Basso     | #73 | Osterreich | Sebastian Tschrepitsch |
| #68 | Osterreich | Maximilian Gatol     | #76 | Slowenien  | Matjaz Hribar     | #94 | Osterreich | Christian Kaspar | #97 | Osterreich | Kevin Kontschieder     |
| #91 | Ungarn     | Attila Nagy          | #51 | Ungarn     | Marton Nemeth     | #71 | Osterreich | David Nothegger  | #86 | Slowenien  | Natasa Pagon           |
| #61 | Italien    | Ulrich Pardatscher   | #77 | Osterreich | Jakob Schauer     | #96 | Osterreich | Elias Seewald    | #55 | Ungarn     | Daniel Soos            |
| #56 | Osterreich | Daniel Sparer        | #87 | Slowenien  | Gasper Jaka Zgonc |     |            |                  |     |            |                        |